# Anna Gonzaga
Anna Gonzaga (en francès Anne de Gonzague de Clèveris) va néixer a París el 1616 i va morir a la mateixa capital francesa el 6 de juliol de 1684. Filla del duc de Màntua Carles I Gonzaga-Nevers (1580-1637) i de Caterina de Lorena (1585-1618). Malgrat que el seu nom sigui d'ascendència italiana, ella va néixer i residir sempre a França, fins i tot després que el seu pare recuperés el domini del ducat de Màntua al nord d'Itàlia.
En morir la seva mare, quan ella només tenia dos anys, la seva família va preveure que Anna esdevingués monja, però després de la mort del seu pare quan ella tenia vint-i-un anys va fer canviar els plans familiars. Ella es va enamorar apassionadament del seu cosí Enric II de Lorena, amb qui va contractar matrimoni en secret el 1639, cosa que ell va negar i la va deixar definitivament dos anys després.
Arran del seu matrimoni una mica forçat amb el Comte Palatí Eduard de Wittelsbach era coneguda també com la princesa palatina. Essent la seva mare de profundes conviccions religioses, va aconseguir que el seu marit es convertís al catolicisme tot i l'oposició familiar de tradició calvinista. Va dedicar tots els seus esforços en procurar casar les seves filles amb famílies importants de la noblesa europea.

## Matrimoni i fills
El 24 d'abril de 1645 es va casar a París amb Eduard de Wittelsbach (1625-1663), deu anys més jove que ella, fill de l'elector Palatí i rei de Bohèmia Frederic V de Wittelsbach (1596-1632) i d'Elisabet d'Anglaterra (1596-1662). El matrimoni va tenir tres filles:
- Lluïsa Maria (1647-1679), casada amb el príncep Carles Teodor de Salm (1645-1710).
- Anna Enriqueta (1648-1723), casada amb Enric Juli de Borbó-Condé (1643-1709).
- Benedicta Enriqueta (1652-1730), casada amb el duc Joan Frederic de Brunsvic-Lüneburg (1625-1679).